# Interleukin 8

Gen CXCL8 kódující interleukin 8 se nachází na 4. chromosomu.

Gen CXCL8 je v oblasti 4q13.3.

Interleukin 8 (zkráceně IL-8, nebo také neutrofily aktivující peptid 1) je protein o velikosti 11 kDa řadící se do skupiny neutrofily-aktivujících cytokinů s chemotaktickým účinkem. Byl objeven v roce 1987 a je kódován genem CXCL8 nacházejícím se u člověka na dlouhém raménku čtvrtého chromozomu.

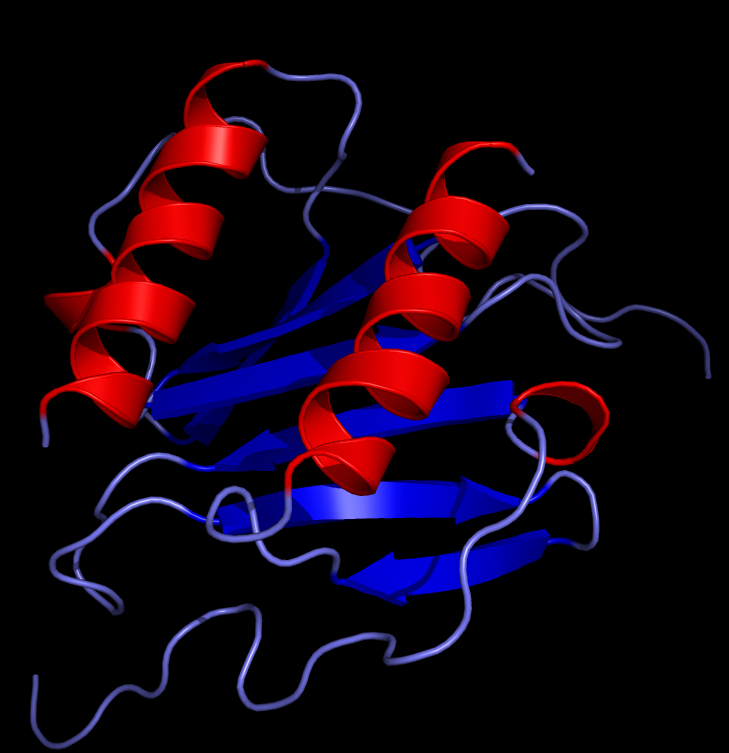
Struktura interleukinu 8.

## Struktura a produkce
Strukturně se jedná o homodimerní protein, ale může se vyskytovat i ve formě monomeru. Je produkován makrofágy, lymfocyty, hepatocyty, epiteliálními buňkami a buňkami endothelia jako 99 aminokyselin dlouhý prekurzor s charakteristickou leader sekvencí o 22 aminokyselinách v odpovědi na prostředí s vysokou hladinou prozánětlivých cytokinů. Štěpením prekurzoru vzniká několik aktivních izoforem. Hlavní izoforma je štěpením zkrácena na 72 aminokyselin a je produkována především makrofágy. Exprese interleukinu 8 se velmi liší ve zdravých a infikovaných buňkách. Zatímco ve zdravých buňkách je jeho hladina téměř nedetekovatelná, tak v odpovědi na zvýšení hladiny prozánětlivých cytokinů (jako IL-1, TNF a další) se jeho exprese desetkrát až stokrát zvyšuje .

## Funkce
U monomerní i homodimerní formy interleukinu 8 byla popsána jejich role v signalizaci přes CXCR1 a CXCR2 chemokinové receptory. U interleukinu 8 bylo popsáno několik funkcí. Působí především chemotakticky na neutrofily, bazofily a T-lymfocyty, kterým signalizuje, kde se nachází místo poškození či infekce a kam tedy mají migrovat. V signalizaci nutné pro migraci neutrofilů hraje interleukin 8 klíčovou roli. Po stimulaci migrace buněk se podílí i na následné stimulaci fagocytózy a degraulaci. Kromě funkce v buněčné signalizaci bylo popsáno i jeho zapojení v angiogenezi, tumorogenezi, mitóze a v přestavbě tkání. Interleukin 8 může být sekretován jakoukoliv bunňkou, která nese toll-like receptory (TLR) podílející se na signalizaci v přirozeném imunitním systému. Obvykle jako první je tento chemokin sekretován makrofágy a tato sekrece indukuje spuštění sekrece i u dalších buněk. Další klíčovou funkcí buněčné signalizace stimulované IL-8 je iniciace oxidačního vzplanutí. Tento proces umožňuje nahromadění proteolytických enzymů a reaktivních forem kyslíku, které jsou nezbytné k rozpadu extracelulární matrix a bazální membrány. Ty se uvolňují v sekrečních granulích spolu s dalšími integriny. Uvolňování reaktivních forem kyslíku a poškozujících enzymů je minimalizováno, ale pokračuje až do dostavení neutrofilu do místa jeho efektorové funkce.

### IL-8 zprostředkovaná chemotaxe neutrofilů
Pro chemotaxi neutrofilů je nezbytná řada faktorů, mezi které patří zvýšené exprese vysoce afinitních adhezivních molekul, které neutrofily upevní k endotelu v blízkosti místa zánětu. IL-8 hraje klíčovou roli v indukci buněčné signalizace nezbytné k vyvolání těchto molekul.
V místě infekce způsobuje vazodilataci kapilár, což zpomaluje průtok krve oblastí a podporuje leukocyty, aby se přiblížily k endotelu a vzdálily se od středu lumen, kde je rychlost průtoku krve nejvyšší. Jakmile k tomu dojde, dochází k slabým interakcím mezi selektiny exprimovanými na neutrofilech a endoteliálních buňkách (jejichž exprese je rovněž zvýšena působením IL-8 a dalších cytokinů). Na neutrofilu jsou to: L selektiny a na endoteliální buňce: P a E selektiny. To způsobuje „valivou“ fázi chemotaxe.
Jakmile se neutrofil valí podél endotelu, dostane se do kontaktu s molekulou Il-8 exprimovanou na povrchu, která stimuluje buněčnou signální dráhu zprostředkovanou receptorem spřaženým s G-proteinem. Vazba IL-8 na CXCR1/2 na neutrofilu stimuluje neutrofily k vyšší expresi integrinu LFA-1(z anglického Lymphocyte Function-associated Antigen 1), který se s vysokou afinitou váže na receptory ICAM-1 (z anglického Intercellular Adhesion Molecule 1) exprimovanými na endotelu. To způsobí, že se neutrofil tak zpomalí, až se zastaví. 